# Polystomellopsis mirabilis
Polystomellopsis mirabilis är en svampart som beskrevs av F. Stevens 1923. Polystomellopsis mirabilis ingår i släktet Polystomellopsis, klassen Dothideomycetes, divisionen sporsäcksvampar och riket svampar.   Inga underarter finns listade i Catalogue of Life.